# Reerslev Kirke (Høje-Taastrup Kommune)
 For alternative betydninger, se Reerslev Kirke. (Se også artikler, som begynder med Reerslev Kirke)
Reerslev Kirke er en kirke i Reerslev i Høje-Taastrup Kommune.

## Historie
I kirken findes kalkmalerier udført af Isefjordsværkstedet (1460-1480), der dog er præget stærkt af en restaurering fra 1900-tallets begyndelse.

## Kirkebygningen
- Sydside
- Tårn
- Nordside
- "Postkortidyl"
- Vindue til venstre for våbenhus, i gammelt murstykke?

## Interiør
Tekst mangler, hjælp os med at skrive teksten

## Eksterne kilder og henvisninger
- Kalkmalerier
- Reerslev Kirke Arkiveret 31. januar 2011 hos  Wayback Machine hos nordenskirker.dk
- Reerslev Kirke hos KortTilKirken.dk
- Reerslev Kirke hos danmarkskirker.natmus.dk (Danmarks Kirker, Nationalmuseet)

- Wikimedia Commons har flere filer relateret til Reerslev Kirke (Høje-Taastrup Kommune)